# 兰花蕉
兰花蕉（学名：Orchidantha chinensis）为芭蕉科兰花蕉属下的一个种。